# フリック入力
フリック入力（フリックにゅうりょく、flick input）とは、タッチスクリーン上で指を素早く動かしたり弾いたりして行う操作全般のこと。「フリック」（flick）とは、「素早く動かす、弾く」という意味であり、この場合、指のスライド（弾き）のことを表しており、タッチスクリーン操作全般に用いられる表現である。タブレットやタッチパネル式の液晶ディスプレイでのスライド操作のことを、単にフリックとも呼ぶ。
日本においては主にスマートフォンやタブレットのタッチパネルで採用されている、フリックにより行う日本語入力方式を指すが、日本以外ではほぼ利用されていない（詳細は後述）。

## 概要

日本語のフリック入力の配列

日本語入力方式としてのフリック入力は、テンキー風に配置された各行のあ段（あかさたなはまやらわ）の周囲に、十字型や扇形に他のい段・う段・え段・お段の4段が潜在的に配置されており、あ段のキーを押しつつ目的の文字の方向に指をスライドさせる（弾く）ことで、文字を入力する。フィーチャーフォン時代の「あ段→い段→う段→え段→お段」と機械式のキーのプッシュを繰り返して入力するトグル入力に比べ、素早い入力が可能になる。その入力効率の高さから、スマートフォンの普及し始めた2010年頃からキーボード離れが加速している。
1998年にApple Newton用に開発された日本語入力システム「Hanabi」が草分けで、2008年にiPhoneに採用されたことで、急速に広まった。日本におけるフリック入力は、発明家でシンガーソングライターの小川コータがiPhone上陸以前に考案し2007年から2015年にかけて特許出願したものであり、取得した権利はマイクロソフトに譲渡された。
OSの操作に使用されるフリック入力は、2007年1月発売のWindows VistaのHome Basicを除くエディションでペン フリックの名称で採用されている。デフォルトでは上下左右の十字操作で、縦方向がスクロール、横方向がWindows Explorerやブラウザの戻る・進むの動作に割り当てられており、さらに詳細設定で斜め4方向も認識させることが出来、これらにコピー、ペースト、印刷などを割り当てることができる。続く2009年10月発売のWindows 7では名称がWindows タッチへと変わり、フリックを含む操作も2本指に対応したタッチ ジェスチャと呼ばれ、ズームや回転なども扱えるマルチタッチに進化している。また、スマートフォン向けの組み込みOSでは、Windows Phone 7から対応している。

## フリック入力が可能な日本語入力システム
- iOS
- Android向けIMEアプリケーション
  - Google 日本語入力
  - Gboard - Google日本語入力の後継システム
  - POBox Touch
  - OpenWnn（iWnn）系 - Simeji、OpenWnnフリック入力対応版、OpenWnn plusなど。
- Windows Phone 7.5以降
- ATOK（ATOK for iOS・ATOK for Android）

## 諸言語でのフリック入力
日本語入力ではフィーチャーフォン時代のトグル入力に代わり、スマートフォンの普及に伴いフリック入力が一般化して広く利用されているが、対して日本以外ではほとんど利用されておらず、実質的に日本語独自の入力方式となっている（いわゆるガラパゴス化）。
英語をはじめとしたラテン文字圏では、QWERTY配列などのソフトウェアキーボード入力が一般的で、さらに「スワイプ入力」（グライド入力・なぞり入力・ひと筆書き入力・ジェスチャー入力）と呼ばれる指を画面から離さないまま文字をなぞる入力方式が、素早い入力が可能なことから広く用いられている。また、中国語圏ではQWERTY配列のソフトウェアキーボードによる拼音の入力（拼音入力方法）が、韓国語圏でもハングルを構成する部品である字母をレイアウトしたソフトウェアキーボードによる入力方法（2ボル式）が一般的で、いずれもスワイプ入力にも対応している。
その結果、日本語以外の主要言語では一般的となったスワイプ入力による入力方式が、日本語入力システムでは提供されない状況を生んでいるとも指摘されている。
また、日本以外で主流のQWERTY配列などのソフトウェアキーボード入力では小型端末だと入力操作が難しくなるためスマートフォン端末が大型化する傾向にあるものの、これに対して日本ではフリック入力が主流となったことから小型のスマートフォン端末が求められるなど、端末の選好性にも影響を及ぼしている。
日本でフリック入力が一般化した要因としては、日本語の基本的な音素を整理した五十音図の「子音10行」×「母音5段」の構成と、フリック入力の「テンキーの10文字」×「上下左右・移動せずの5種類の動き」の折り合いが良いため普及したと考えられている。小川コータはそれに加え、タッチパネル上のテンキー風のガイド画面にて、50音各行（あ行 - わ行）の位置は「絶対座標」でタッチするのに対し、5段（あ段 - お段）にあたる移動させて離す位置はタッチ位置からの「相対座標」で判定しており、感覚的なスライドによる入力が可能になっている点を挙げている。

## フリック入力に関連する特許
- 特許5210471 「文字入力システム」[14]
- 特許4694579 「文字入力システム」[15]
- 特許4907612 「文字入力システム」[16]
- 特許4979100 「文字入力システム」[17]
- 特許4969710 「文字入力システム」[18]